# 神戸市営地下鉄西神・山手線
西神・山手線（せいしん・やまてせん）は、兵庫県神戸市中央区の新神戸駅から同市西区の西神中央駅までを結ぶ神戸市営地下鉄の地下鉄路線の総称である。山手線（やまてせん）、西神線（せいしんせん）、西神延伸線（せいしんえんしんせん）の3路線で構成されている。ラインカラーは     グリーン。神戸国際港都建設法および都市計画法等に基づく都市高速鉄道としての名称は「都市高速鉄道5号山手西神線」である。愛称はみどりのUライン。

## 概要
神戸の市街地と、当時開発中であった須磨ニュータウンを結ぶ大動脈として建設され、以後、西は西神ニュータウン、東は中心市街地の三宮や山陽新幹線の新神戸駅へと順次延伸され、現在の路線の形となっている。正式には、途中の新長田駅と名谷駅を境に山手線、西神線、西神延伸線と3路線に分かれているが、列車運行上は1路線として一体的に運用され、ほぼ全列車が全線直通運転を行っており、公称でまとめて西神・山手線と案内されている。新神戸駅から先は北神線と直通運転している。
駅番号を構成する路線記号はSで、番号は直通運転している北神線と一体で振られている。西神・山手線の各駅は緑地に白抜き（ S ）で、北神線の谷上駅は白地に縁と文字のみが緑色（ S ）で駅番号が描かれている。
なお、利用者数は関西圏の地下鉄ではOsaka Metro御堂筋線、谷町線、京都市営地下鉄烏丸線に次ぐ4位で、2016年度は1日平均約26万人が利用している。
日本の地下鉄路線で、2つ以上の令制国に跨っているのは当路線（摂津国・播磨国）を含めていくつかあるが、2つの五畿七道（畿内・山陽道）に跨っているのは当路線のみである。
北神線と合わせた全長は30.2kmで、都営地下鉄大江戸線（40.7km）、横浜市営地下鉄ブルーライン（40.4km）、東京メトロ東西線（30.8km）に次いで4番目に長い。

### 山手線
新神戸駅 - 新長田駅間。本路線の大半に当たる三宮駅 - 新長田駅間ではJR神戸線（東海道本線・山陽本線）、途中区間は海側に離れるものの神戸市営地下鉄海岸線、それに西神線の新長田駅 - 板宿駅間を加えた三宮駅 - 板宿駅間においては阪神神戸高速線（一部は山陽電気鉄道本線ならびに阪神本線）と並行する。全般的に見て、運賃はJRや神戸高速線のほうが安い。
本路線計画当初は、（仮称）布引駅（開業直前に新神戸駅と決定した）を山陽新幹線と平行になるように設置し、さらに将来構想として、現在も市バスでの輸送で混雑区間となっている青谷（山麓線経由）あるいは王子動物園（原田線経由）方面への延伸構想があったとされる。その後、北神地区へのアクセス改善として、神戸市が整備する山岳道路に平行して、日本鉄道建設公団と阪急電鉄が整備することになった鉄道路線（北神急行電鉄北神線、2020年に神戸市交通局に移管）と接続する方針によって、現在の形となった。
新神戸駅にはJRの在来線が乗り入れていないため、当路線は山陽新幹線とJR神戸線の接続路線としても機能している。そのため、三宮駅には「JRの切符は使用できません」と掲示されている。
阪急神戸本線との相互乗り入れが検討されており、独立路線ながら架線集電方式・19m3ドア車の規格で建設されたのはそれを見越してのことであった。2018年度から検討が本格化していたが、2020年3月には「現時点で投資に見合う効果が見込めない」として具体的な検討をいったん終えた。
三宮駅 - 大倉山駅間では、幅の狭い生田新道の下を走るため、上下線が2層構造となっており、県庁前駅と三宮駅はホームが2層構造となっている。

### 西神線
新長田駅 - 名谷駅間。後述の西神延伸線も含めて「西神線」と総称されることもある。1971年（昭和46年）11月に須磨ニュータウンへの足として着工され、1977年（昭和52年）3月に開業した神戸市最初の市営地下鉄路線。名谷駅・妙法寺駅付近は地上区間（ただし妙法寺駅は半地下状）となっている。

### 西神延伸線
名谷駅 - 西神中央駅間。西神ニュータウンの足として、その名の通り西神線を延伸した路線。沿線にはオリックス・バファローズの主催試合の開催地であるほっともっとフィールド神戸（神戸総合運動公園野球場）もあり、試合開催時には賑わう。
この区間は5つのトンネルがあるほかはほとんど地上を通る。最も極端な例として、総合運動公園付近では、山陽新幹線のさらに上を走っている所もある。線路面の海抜は、名谷 - 総合運動公園間（西行線）の約107 mが最高、伊川谷付近の約55 mが最低であり、丘陵と谷を横切るため勾配区間が多い。
この区間のみ、地下高速鉄道整備事業費補助ではなく、ニュータウン鉄道等整備事業費補助を受けて建設されたため、独立した路線名を持っており、補助金制度の違いで見れば厳密な意味での地下鉄に該当しない。

### キロポスト
歴史的経緯により、距離を示すキロポストが2つに分かれている（矢印の方向にキロ数が増える）。
1. 新神戸駅←名谷駅：西神線および山手線として開通した区間を、両線を一体として名谷起点でキロポストを打っているため。
2. 名谷駅→西神中央駅：西神延伸線として開通した区間を名谷起点でキロポストを打っているため。

### 路線データ
- 路線距離（営業キロ）：全長22.7 km
  - 山手線：新長田駅 - 新神戸駅間7.6 km[9]
  - 西神線：名谷駅 - 新長田駅間5.7 km[9][7]
  - 西神延伸線：名谷駅 - 西神中央駅間9.4 km[9]
- 軌間：1,435 mm[9]
- 駅数：合計16駅（新神戸駅と西神中央駅を含み、新長田駅と名谷駅を重複計上せず）
  - 山手線：8駅（新神戸駅と新長田駅含む）
  - 西神線：4駅（新長田駅と名谷駅含む）
  - 西神延伸線：6駅（名谷駅と西神中央駅含む）
- 複線区間：全線
- 電化区間：全線電化（直流1,500 V・架空電車線方式）
- 地上区間：妙法寺駅 - 西神中央駅間
- 閉塞方式：車内信号式
- 保安装置：CS-ATC・ATO
- 最高速度：90 km/h[2]
- 2024年度の混雑率：108%（妙法寺駅→板宿駅 7:30-8:29）[10]

## 歴史
- 1971年（昭和46年）10月15日：運輸省より新神戸駅 - 名谷駅間の鉄道事業免許が交付[9]。
- 1972年（昭和47年）11月25日：新長田駅 - 名谷駅間が着工[11]。
- 1976年（昭和51年）2月23日：地下鉄1000形車両が川崎重工業で竣工。
- 1977年（昭和52年）
  - 3月13日：新長田駅 - 名谷駅間が開業[7][9]。1000形車両営業運転開始。
  - 12月17日：新長田駅 - 大倉山駅間の工事着手[11]。
- 1979年（昭和54年）8月1日：大倉山駅 - 新神戸駅間が着工[11]。
- 1982年（昭和57年）
  - 2月17日：運輸省より名谷駅 - 西神中央駅間の鉄道事業免許が交付[9]。
  - 8月30日：名谷駅 - 西神中央駅間の工事着手[11]。
- 1983年（昭和58年）6月17日：大倉山駅 - 新長田駅間が開業[12][9]。
- 1985年（昭和60年）6月18日：新神戸駅 - 大倉山駅間、名谷駅 - 学園都市駅間が開業[8][12][9]。
- 1987年（昭和62年）3月18日：学園都市駅 - 西神中央駅間が開業[13][9]。
- 1988年（昭和63年）
  - 2月26日：2000形車両営業運転開始。
  - 3月10日：プリペイドカード「Uラインカード」（地下鉄専用）導入。
  - 4月2日：北神急行電鉄北神線（現在の神戸市営地下鉄北神線）が開業し[12]、相互直通運転開始。7000系車両が乗り入れ開始。
- 1993年（平成5年）
  - 3月20日：伊川谷駅 - 西神中央駅間に西神南駅開設[14][15]。山手（県庁前）駅を県庁前駅に改称[14][15]。3000形車両営業運転開始[14]。
  - 4月15日：「NEW Uラインカード」によるストアードフェアシステム導入。
  - 7月9日：西神中央駅 - 新神戸駅間に快速を運転開始[16][17]。
  - 10月：西神車庫開設[18]。
- 1995年（平成7年）
  - 1月17日：兵庫県南部地震（阪神・淡路大震災）で被災[17]。
  - 1月18日：板宿駅 - 西神中央駅間が、15:33より運転再開（名谷駅 - 学園都市駅間は単線運転）[17]。
  - 1月25日：名谷駅 - 学園都市駅間で複線運転再開[17]。
  - 2月16日：全線運行再開[19]。三宮駅・上沢駅・新長田駅は通過[20]。運行時間短縮。
  - 3月16日：三宮駅・新長田駅営業再開[21]。
  - 3月31日：上沢駅営業再開[22]。
  - 7月21日：正常運転に復帰。震災以来運休していた快速を廃止。
- 1999年（平成11年）10月1日：スルッとKANSAI対応カードが利用可能になる。
- 2000年（平成12年）3月1日：案内上の路線名を「西神・山手線」に変更。
- 2002年（平成14年）12月16日：西神中央方から4両目に日本初の終日女性専用車両を設定。
- 2006年（平成18年）10月1日：PiTaPaが利用可能になる。
- 2012年（平成24年）7月1日：車内放送を自動化。
- 2018年（平成30年）3月3日：三宮駅にホームドア（可動式ホーム柵）設置。
- 2019年（平成31年）2月16日：6000形車両営業運転開始[23]。
- 2021年（令和3年）7月24日：3000形車両営業運転終了[24][25]。
- 2022年（令和4年）
  - 3月19日：2000形車両営業運転終了[26]
  - 6月10日：16年4か月ぶりの[要出典]ダイヤ改正。ホームドア設置に伴う各駅の停車時間調整[27][28]。
- 2023年（令和5年）8月18日：ダイヤ改正。車庫機能再編に伴い谷上車庫の運用を一時休止するため。1000形車両および7000系車両が定期運用を終了[29]。
- 2025年（令和7年）3月14日：西神車庫の運用終了[30]。

## 運行形態
北神線と一体的に運行されている。日中は谷上駅 - 西神中央駅間の北神線直通列車と新神戸駅 - 西神中央駅間の列車が交互に運行される。各駅に停車する普通列車のみの運転だが、かつて快速が運転されていたことがある。朝晩には名谷駅発着の区間列車が設定されている。
新神戸駅 - 西神中央駅間では、朝は平日が約3.5 - 7分間隔、土曜・休日が約5 - 8分間隔、日中時間帯は平日・土曜・休日とも7.5分間隔（1時間に8本）、夕方は平日が5 - 6分間隔、土曜・休日が6 - 7分間隔で運行されている。
2022年6月10日に西神・山手線でダイヤ改正が行われ、ホームドアの開閉時間が停車時間に加わり、所要時間が延びた。
大晦日から元日にかけての終夜運転は、2000年大晦日から2001年元日にかけてのみ行われた。

### かつて運転されていた快速列車

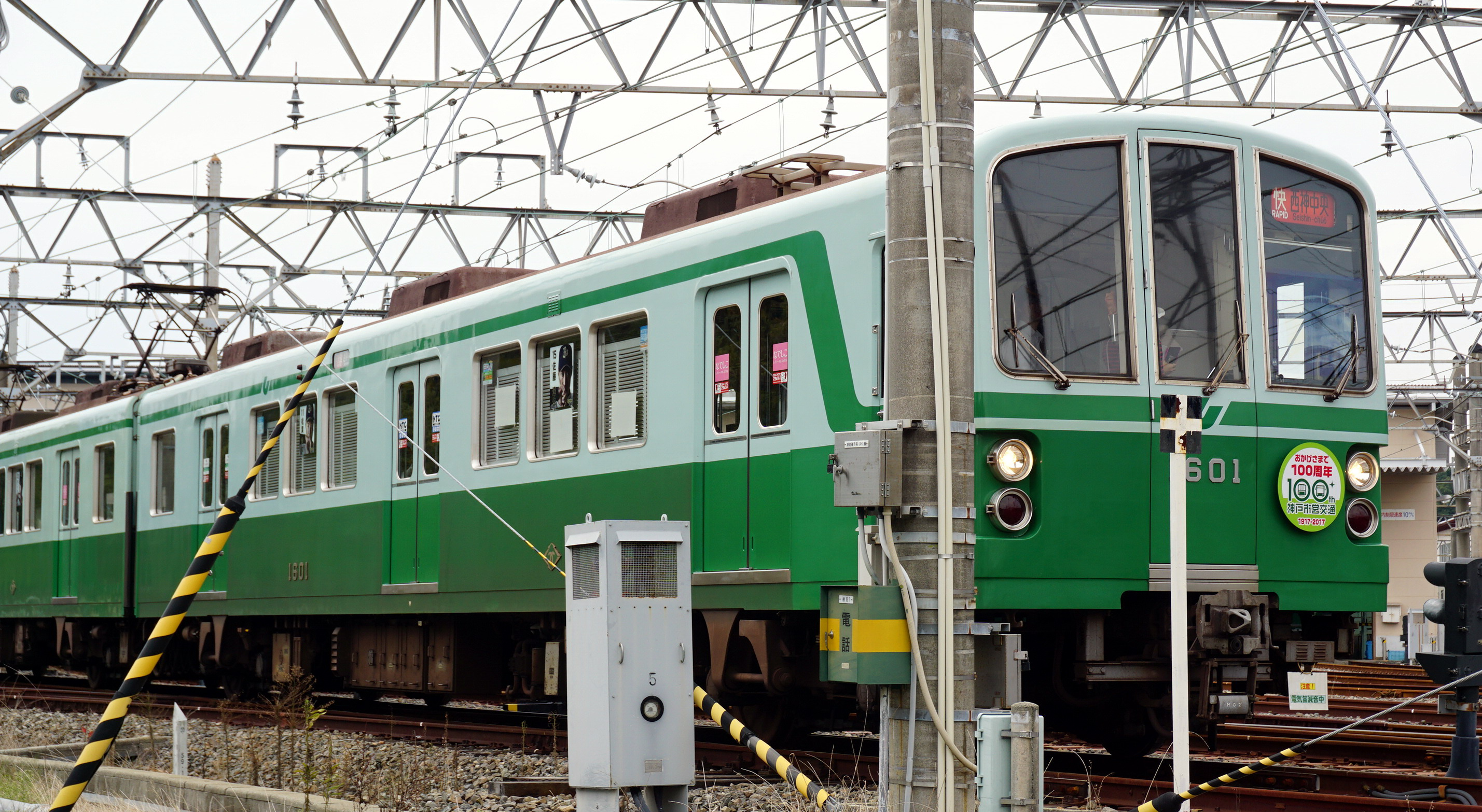
快速廃止後も残っていた快速幕（2017年9月24日、名谷車両基地のイベントにて撮影）

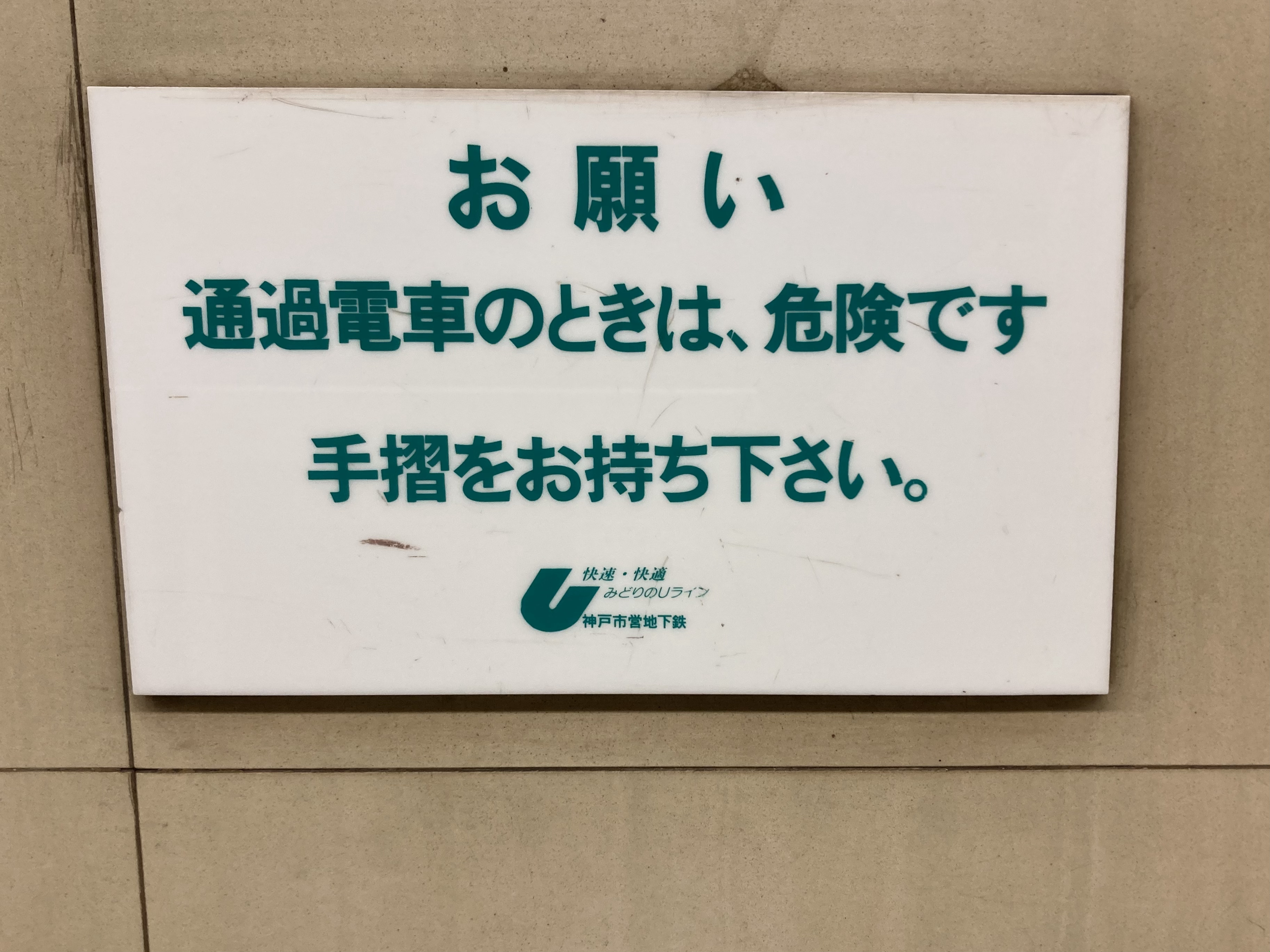
快速通過駅におけるプレート（板宿駅にて撮影）

1993年7月9日から1995年1月16日まで、新神戸駅 - 西神中央駅間で快速が運転されていた。電車の方向幕の種別表示は、行先の左側に赤地に白抜きの漢字1文字で 快 （側面は2文字で 快速 ）と表示されていた。
- 停車駅：三宮駅・新長田駅・名谷駅（イベント開催時は総合運動公園駅に臨時停車）[16]
- ダイヤ：毎日新神戸発西神中央行10時45分 - 16時45分発・西神中央発新神戸行10時9分 - 16時9分発
- 運転間隔：30分毎[16]
- 所要時間：新神戸駅 - 2分 - 三宮駅 - 8分 - 新長田駅 - 7分 - 名谷駅 - 10分 - 西神中央駅（全区間では27分。当時の普通列車の所要時間は同区間待避なしで32分）

設定当初は実験的な位置付けであり、運行時間帯・本数とも限られていた上に通過駅では危険回避のため大幅な減速運転を実施していた。また待避設備が名谷駅にしかないため、西神中央行快速は先行する名谷行普通に後続し、新神戸行快速については名谷駅にて先行の普通列車を追い抜く形態となっていた。
谷上駅までは運行されず、また神戸市交通局の車両の限定運用だった。
阪神・淡路大震災による運行休止の後、完全復旧の際には快速運転復活と各駅停車増発で比較検討が行われたが、西神地区の利用動向や快速通過駅の利便性、また列車待ち時間も含めたトータルでの速達性などを考慮した場合、各駅停車の高頻度運行の方にメリットがあるとして快速は復活させず、名谷折り返し列車を全線運転に切り替え西神地区の増発が行われた。
休止から20年以上が経過した後も、快速運転の名残として一部の快速通過駅に「通過電車のときは、危険です　手摺をお持ち下さい。」のプレートと手摺（ホーム端と壁の間が狭い所に設置）が残されたままになっている。また、1000形・2000形・3000形には全車両に通過標識灯が、車両の方向幕には「快速 西神中央」「快速 新神戸」の表示が残っていたほか、定期列車では設定されなかった「快速 名谷」や「快速 学園都市」の表示も入っていた。2009年5月までは3000形車両の路線図式表示器に停車駅の表示があったり、快速の種別表示が覆い隠されていたりした。
2018年に阪急神戸本線との相互直通運転を見据え、快速の復活が検討されているとの報道がなされたが、後に神戸市により快速の復活は待避駅を複数設け、さらに設備改修やダイヤ改正が必要で、そのための費用と時間がかかり、短期間で実現できる環境にはまだないと発表されている。

### 震災時の対応
1995年1月17日に発生した兵庫県南部地震（阪神・淡路大震災）で地下鉄も被災した。主な被害は
- 新神戸駅 - 新長田駅間でトンネル支柱の損壊[17]。
- 三宮駅地下1階の変電所、防災設備、コンコースの損壊[17]。
- 三宮駅 - 県庁前駅間の換気設備、防災設備の損壊。
- 上沢駅の変電所、防災設備、コンコース、ホームの損壊。
- 新長田駅の防災設備、駅入口周辺の損壊。
- 名谷駅 - 総合運動公園駅間の西行き線の橋脚の損壊。
- 伊川谷駅のホーム、架線柱の損壊。

特に山手線区はほぼ全線にわたって被災した。翌18日、被害が少なかった板宿駅 - 西神中央駅間の運転を暫定的に再開。板宿駅で折り返しできないため、線路部は被害がなかった新長田駅まで回送させて折り返した。また、名谷駅西側の西神中央行き方の橋脚が損壊したため、名谷駅 - 学園都市駅間は単線運転で再開させた。
一方で、新神戸駅 - 新長田駅間の復旧はめどが立たず、特に三宮駅 - 県庁前駅間、上沢駅 - 新長田駅間で被害がひどく年内の復旧は困難だと予想された。そこで神戸市は復旧完了後に運転を再開させる従来の方法を断念し、応急復旧が終わり次第、運転を再開させ、終電から始発までの夜間に復旧工事を進める工事方法を当時の運輸省（現在の国土交通省）に打診した。運輸省は「安全が保障できない」と却下したが、「震災時の大変なときに市の交通がないのは市民にとってあまりに酷だ」との申告を受け、最終的には徐行や被害が大きい三宮駅・上沢駅・新長田駅の3駅の閉鎖などを条件に運転再開を承諾し、2月16日に北神急行線を含めて市内の鉄道で最も早く全線で運転を再開した。再開後も、復旧工事のため運転時間を3時間程度短縮し、夜間に復旧工事を行った。そして、震災から6か月後の7月21日に正常運転に戻った。

## 女性専用車両
2002年（平成14年）12月16日より、直通運転する北神線区間も含め、西神中央方から4両目（4号車）は毎日終日女性専用車両に設定されている。毎日終日設定は日本初の事例である。ダイヤの乱れや、ほっともっとフィールド神戸でのプロ野球開催や、三宮周辺でのイベントなどで混雑しているときには一時的に解除される。

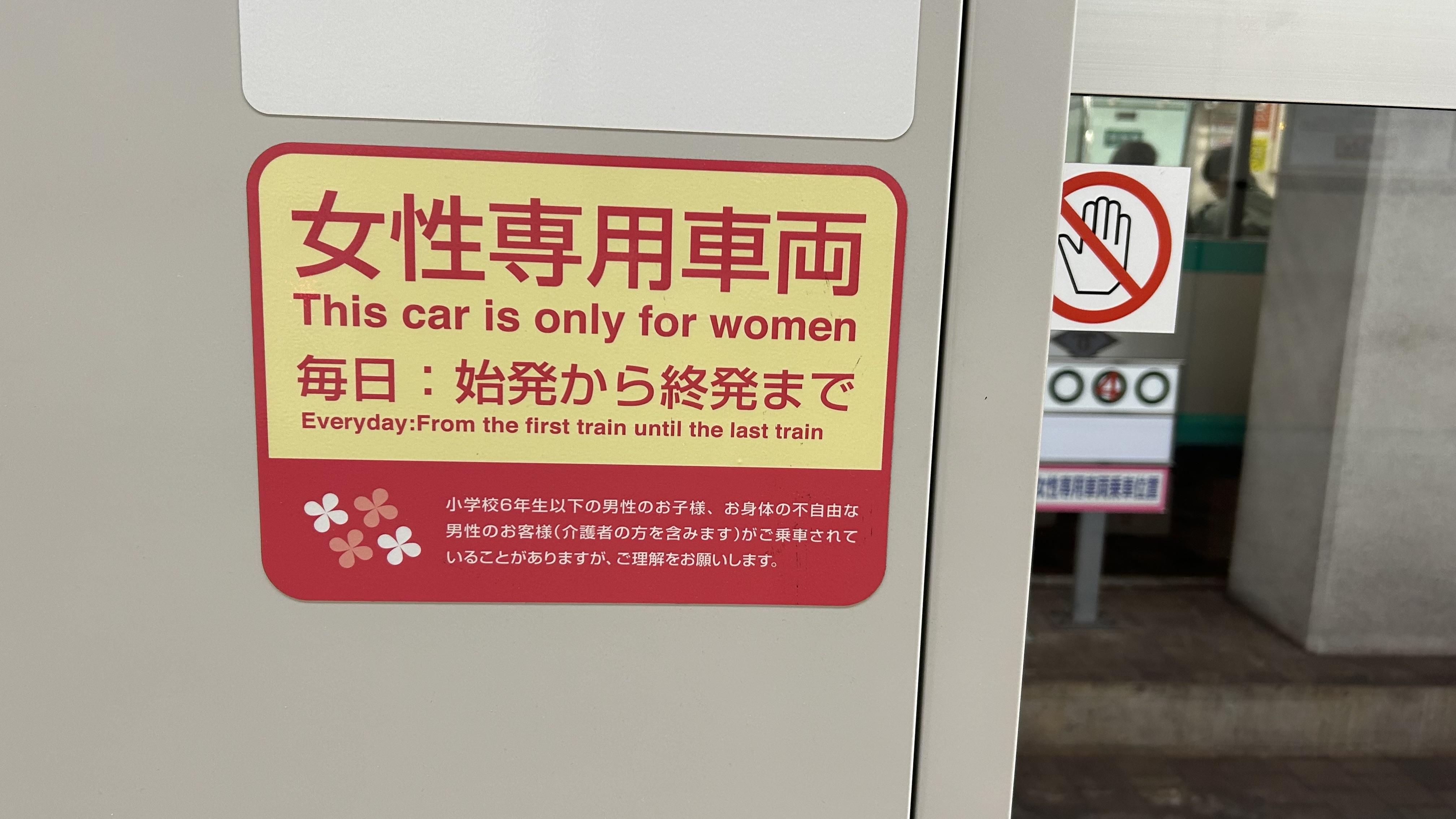
女性専用車両案内

| 女性専用車両                     |   |   |   |   |   |
| ← 谷上西神中央 →                 |   |   |   |   |   |
| \| 6 \| 5 \| 4 \| 3 \| 2 \| 1 \| |   |   |   |   |   |
| 6                                | 5 | 4 | 3 | 2 | 1 |

## 車内放送
西神・山手線においては、車両にはICによる自動放送装置が搭載されているものの、車内放送による行き先案内には、開業当初から永らく自動放送を採用せず、公営地下鉄の路線としては珍しく車掌による肉声案内を行っていた。その後、2012年7月1日より当路線でも自動放送に切り替えている。ただし、6000形以外の車両では23時ごろを過ぎると名谷以東で自動放送を使用せず従来どおり肉声放送となっていた。現在では、谷上駅、新神戸駅到着時には日本語、英語の他に中国語、韓国語でもアナウンスを行っている。
海岸線や直通運転を行っている北神線区間ではATOによるワンマン運転のため自動放送を採用しているが、当路線においての自動放送は、注意喚起（「車内で不審物を発見された場合は…」など）や、過去にユニバーシアード神戸大会（1985年）の開催期間中のみテープによる英語を交えた自動放送が行われた程度であった。 

## 車両
開業当初から現在に至るまで全車両が地元の川崎車両（旧：川崎重工業車両カンパニー）兵庫工場で製造されている。西神延伸線区間や北神トンネルに勾配が多く存在するため、抑速ブレーキを全車両に搭載している。
- 6000形：2019年2月16日営業運転開始[23]。2023年11月時点で29編成が運行中。

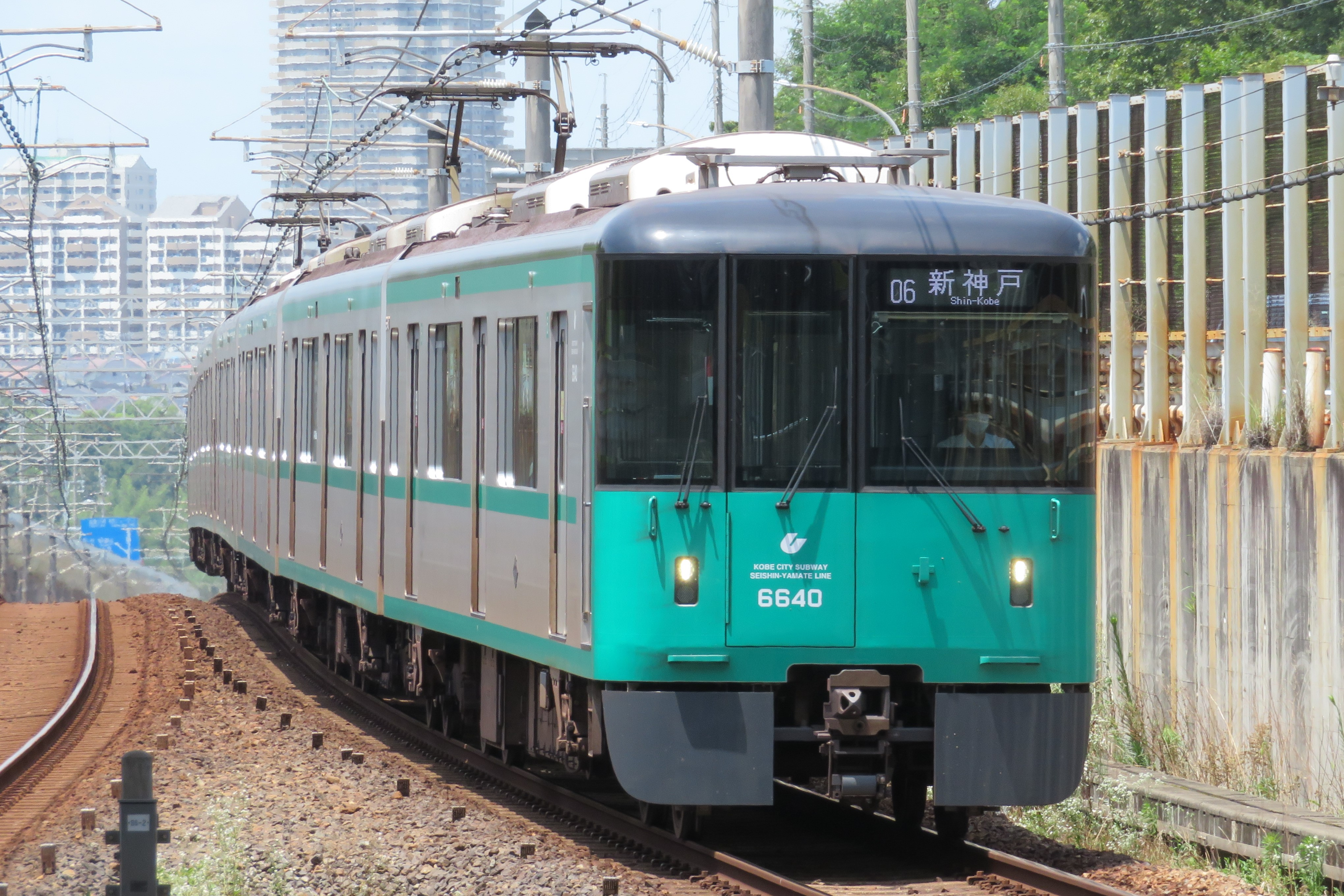
6000形

### 過去の車両
- 1000形：1977年3月13日営業運転開始。2023年8月17日定期運用終了[29]。
- 2000形：1988年2月26日営業運転開始。2022年3月営業運転終了[26]。
- 3000形：1993年3月20日営業運転開始。2021年7月24日営業運転終了[24][25]。
- 7000系：北神急行電鉄の車両として1988年4月2日営業運転開始。2020年6月に神戸市に譲渡。全車両7000-A系または7000-C系に更新。2023年8月17日定期運用終了[29]。

1000形・2000形・3000形には1995年まで運転されていた前述の快速のため通過標識灯（種別表示灯、急行灯）が設置されている。

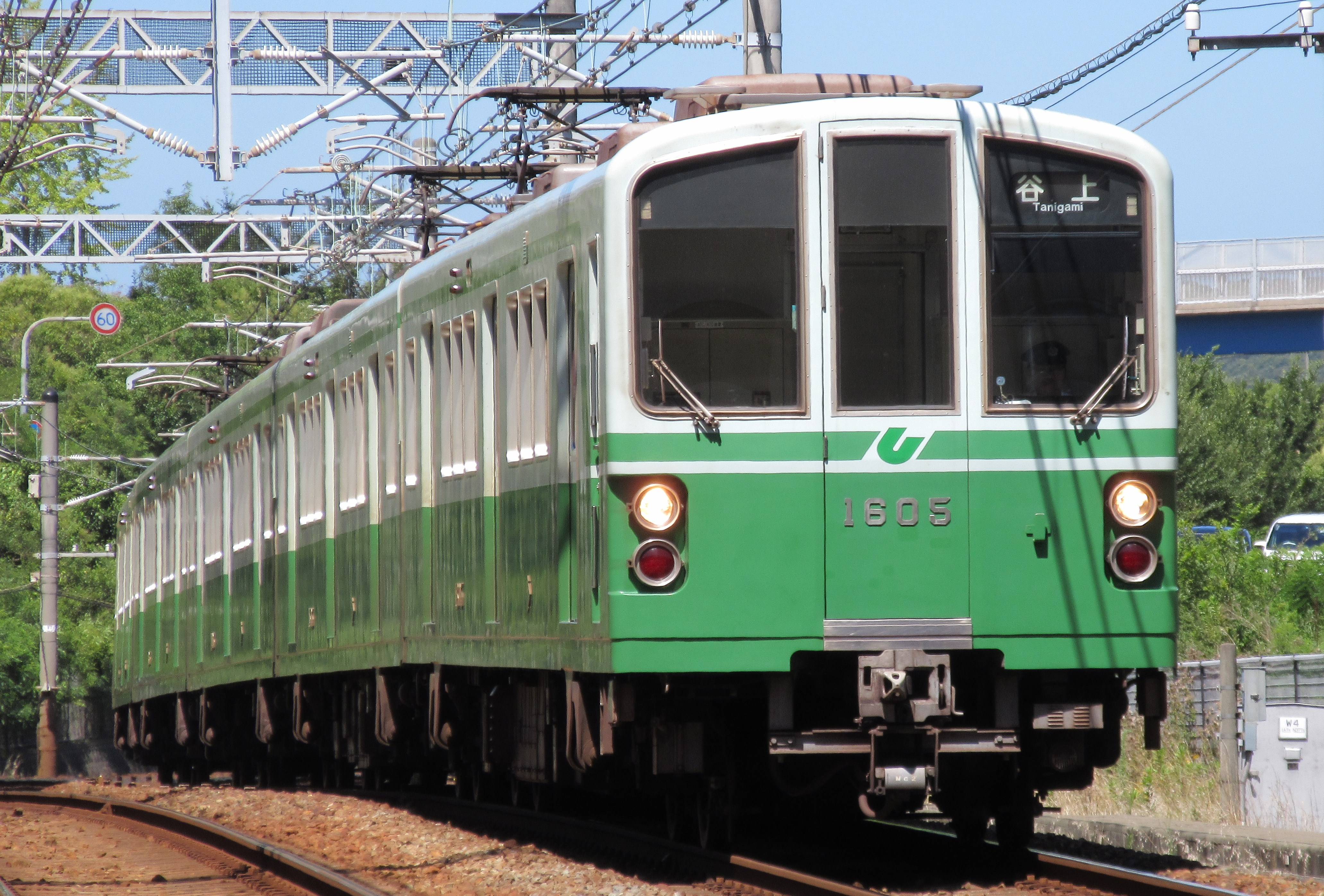
1000形
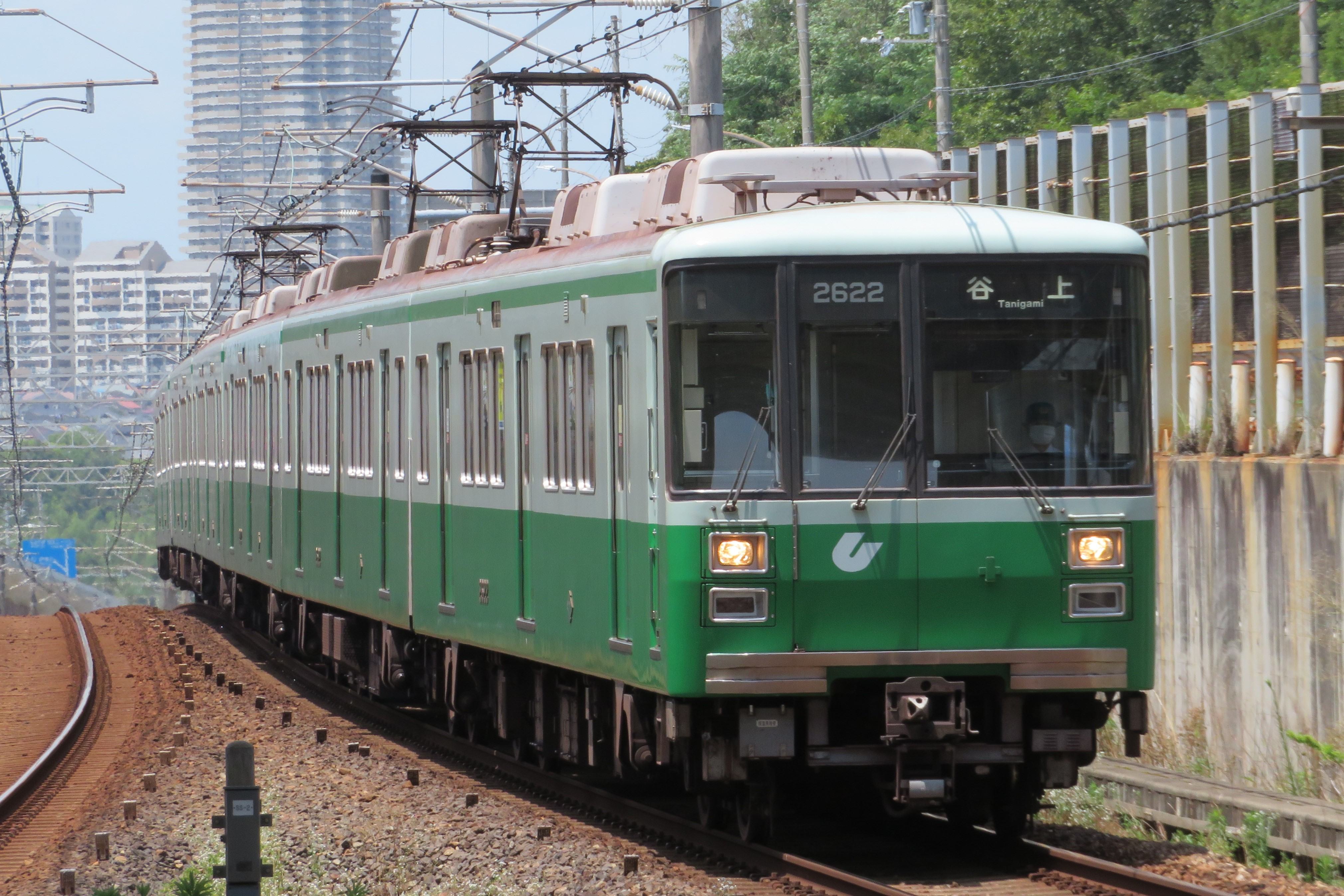
2000形
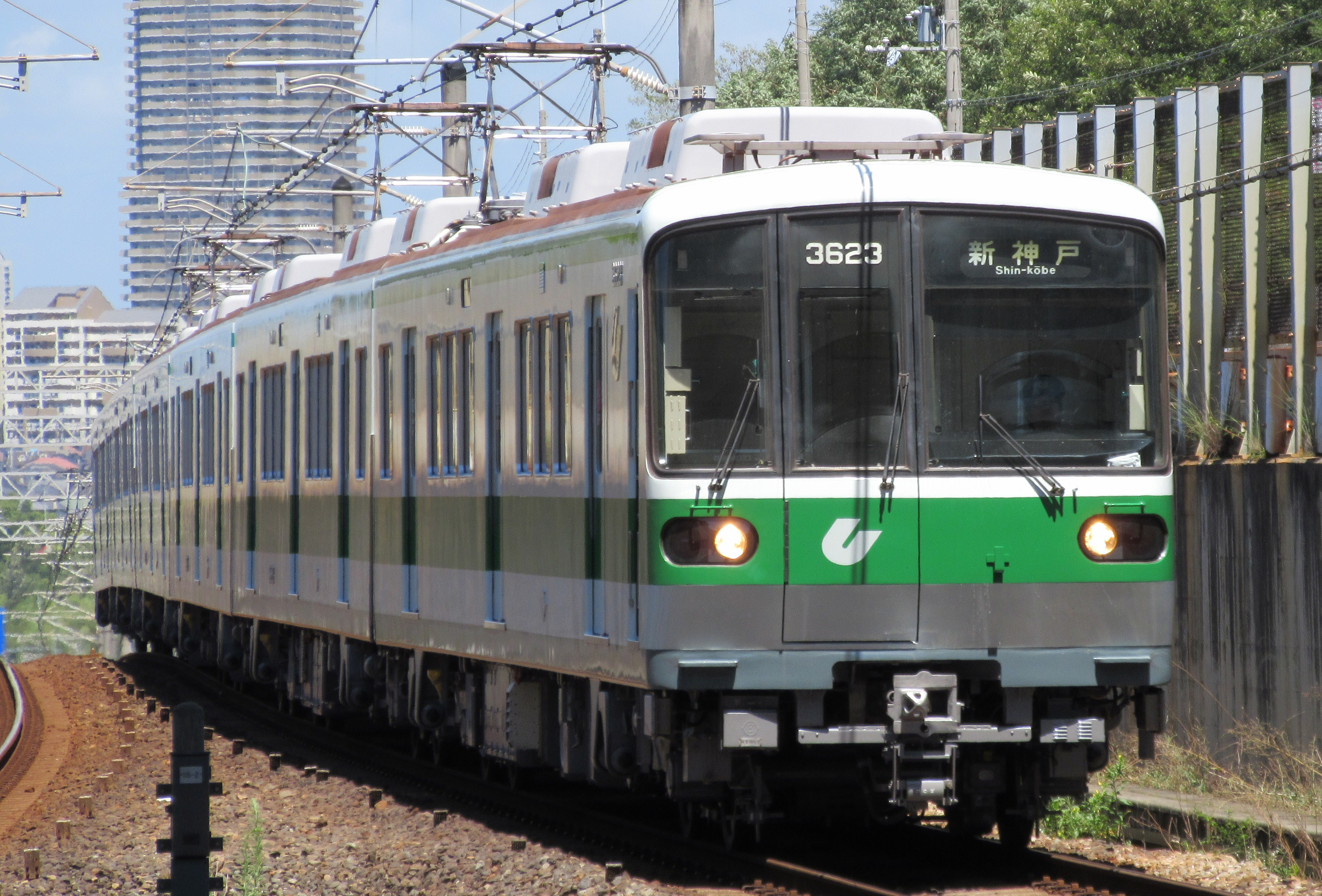
3000形
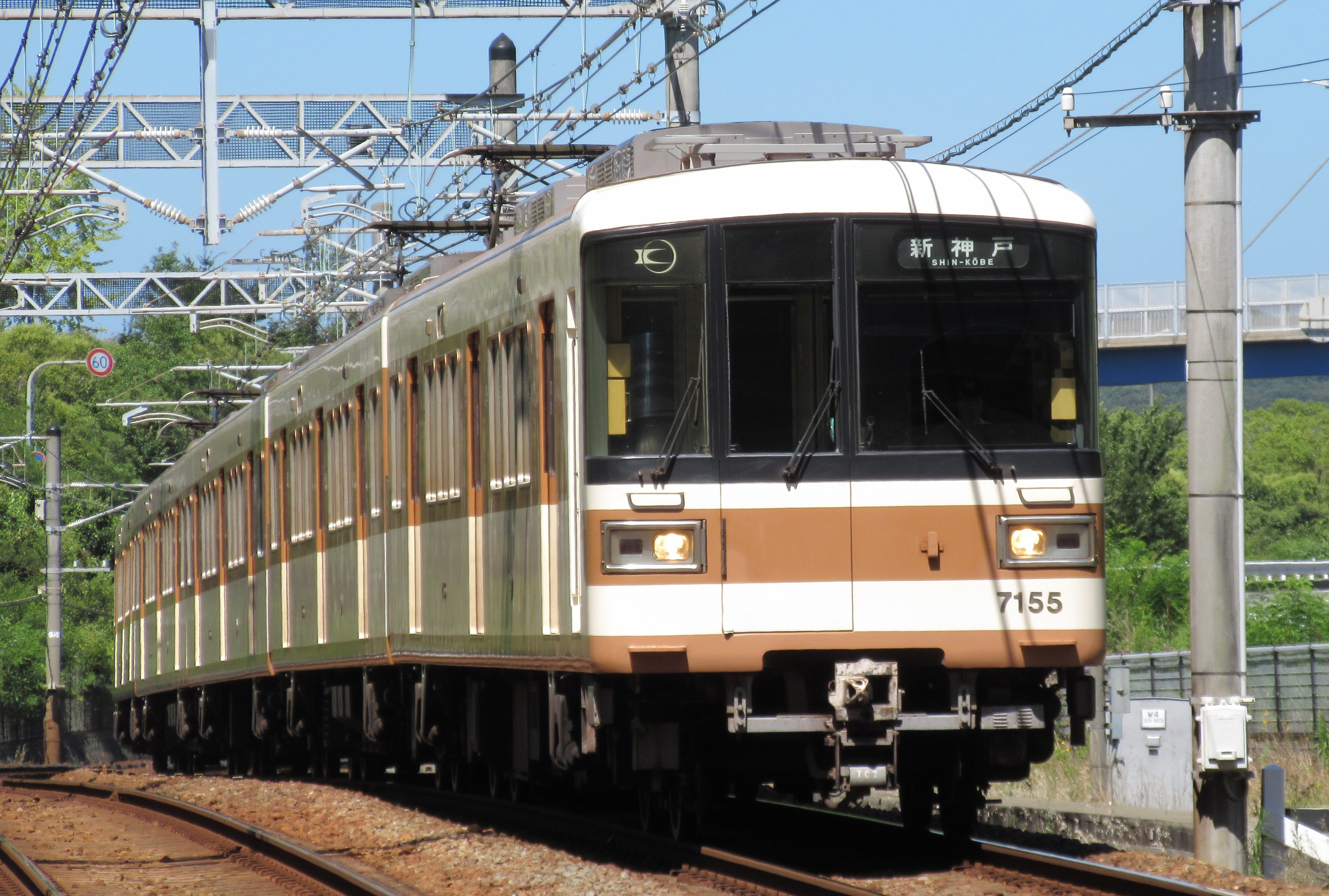
7000系

## 車両基地
運用中の車両基地
- 名谷車両基地（西神線内）

過去の車両基地
- 西神車庫（西神延伸線内）

## 架線
地上区間や板宿 - 名谷間の山岳トンネル区間では、地下鉄路線としては珍しいコンパウンドカテナリー式が採用されている。新神戸 - 板宿間は一般的な剛体架線である。

## 西神再延伸線構想
西神中央駅（神戸市西区）からさらに西方に延伸し、東播磨方面に至るルートの構想がある。
以下の3ルートが答申・検討されているが、具体的な経由地は未定となっている。運営母体である神戸市の財政事情から実現しない可能性もある。
- 西神中央駅 - 玉津地区 - 西明石駅 （西明石・西神線）
- 西神中央駅 - 神戸市西区神出町 - 神戸市西区岩岡町 - 加古郡稲美町 - 東播磨方面 （加古川線厄神駅方面へ）（西神・東播磨線）
- 西神中央駅 - 神戸電鉄粟生線方面 （押部谷駅方面へ）

1989年の運輸省（現在の国土交通省）運輸政策審議会答申第10号「大阪圏における高速鉄道を中心とする交通網の整備に関する基本計画について」では、「2005年までに整備に着手することが適当である路線」 として 西神中央駅 - 西明石駅ルート が挙げられているが、残りの 2ルートは、学園都市駅 - 舞子駅ルートと共に、「今後整備について検討すべき路線」とされているにとどまる。
2004年10月8日の近畿地方交通審議会（第8回）の答申案では、3ルートとも検討対象とはなったものの、「事業の具体化の可能性を検討すべき」事業、「中長期的に望まれる鉄道」のリストからは外れている。
- 近畿運輸局 鉄道整備・地方交通計画
- 近畿地方交通審議会

## ホームドア
ホームドア（可動式ホーム柵）は、西神・山手線では2018年に三宮駅に導入している。その後2020年に新長田駅に導入され、2023年12月時点で全駅全番線に設置されている。
また、各駅のホームドア運用開始後にホームと車両との間の段差・隙間を縮小する工事が施工されており、こちらは2024年1月時点で全駅の工事が完了している。

## 駅リニューアル
西神・山手線では駅の老朽化などの理由で一部駅のリニューアル工事が実施されている。対象は三宮駅、新長田駅、板宿駅、名谷駅、西神中央駅で、2025年1月30日時点では新長田駅、三宮駅が完了している。

### リニューアル後

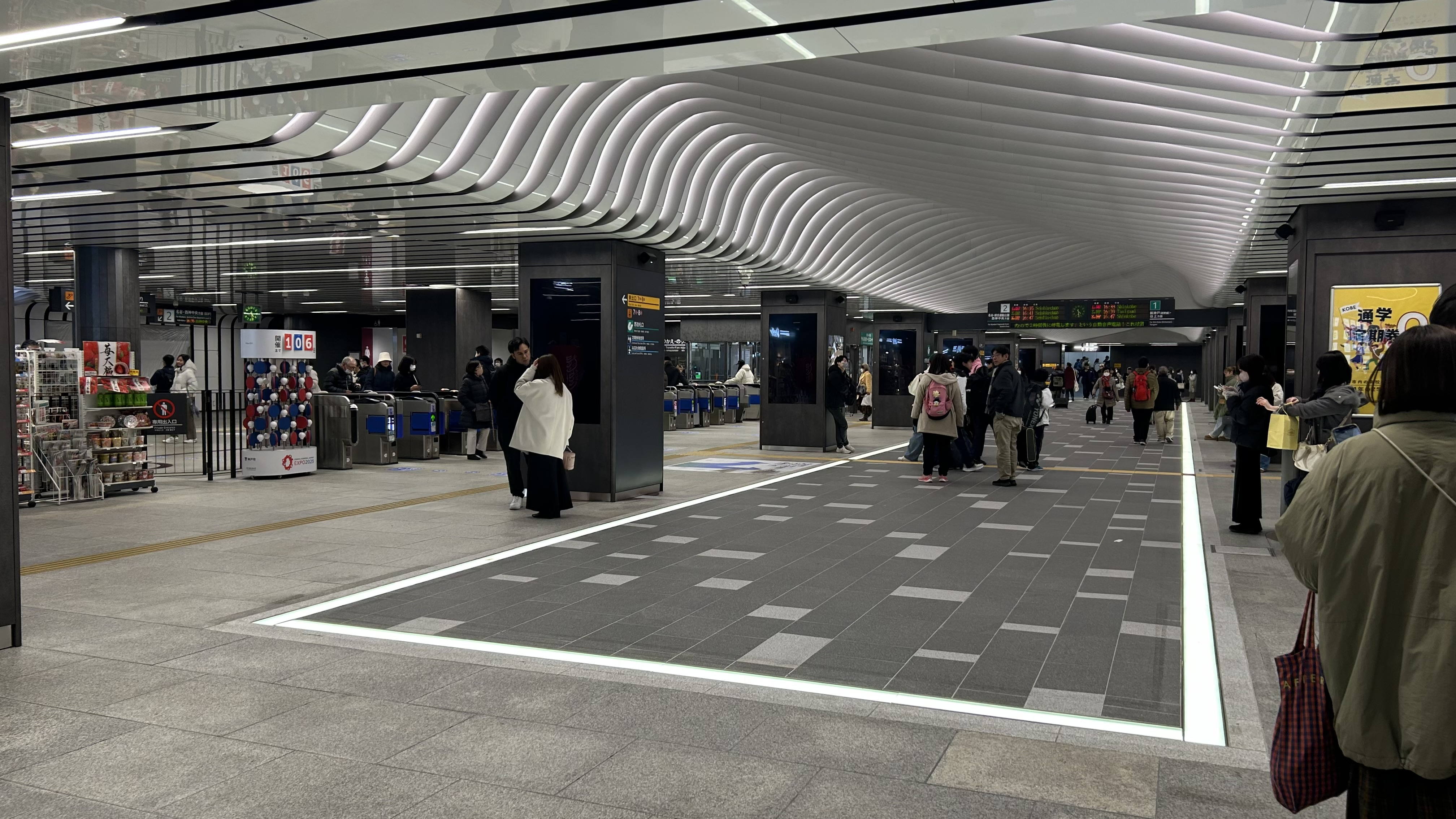
三宮駅
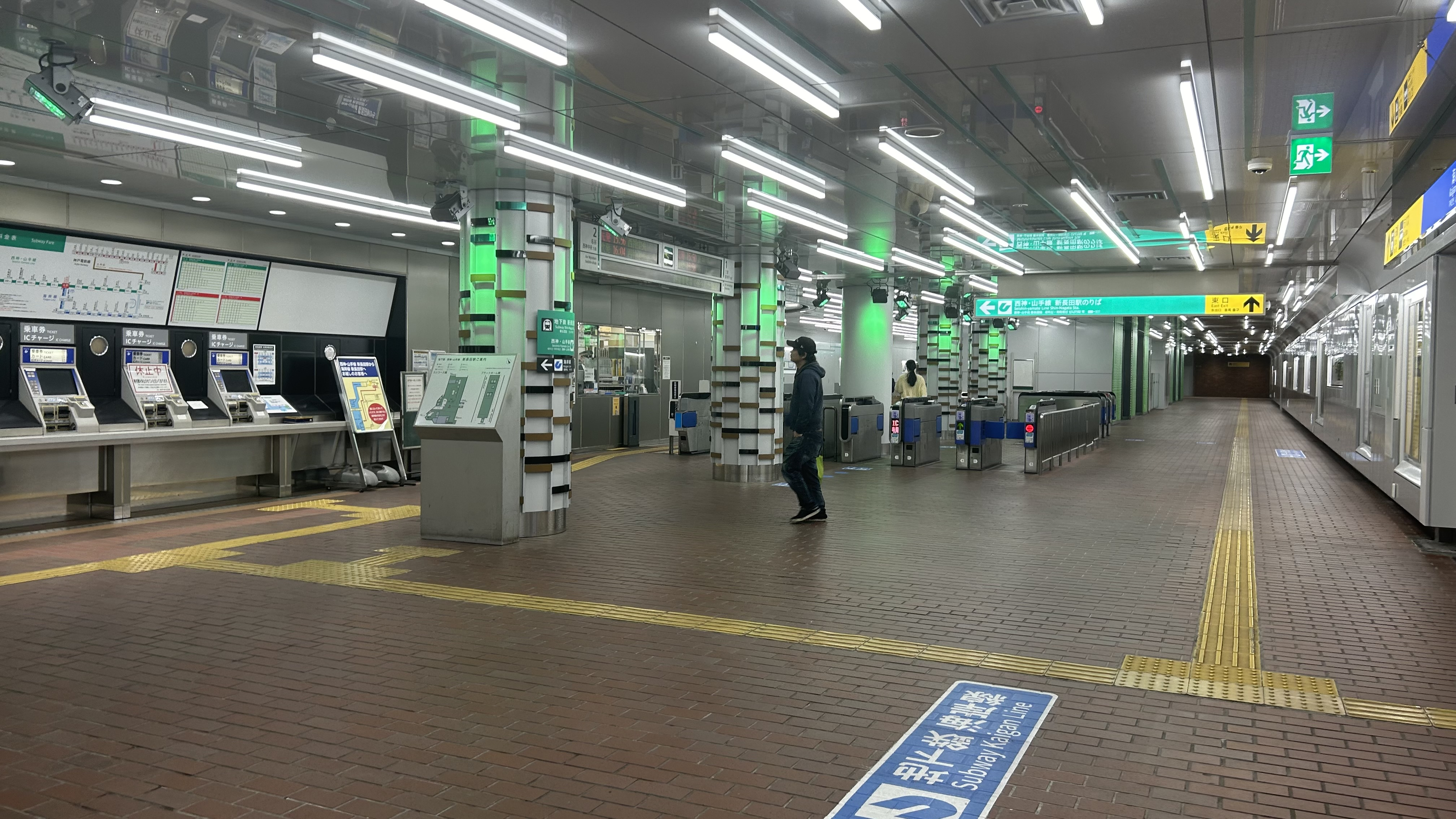
新長田駅

### リニューアル前

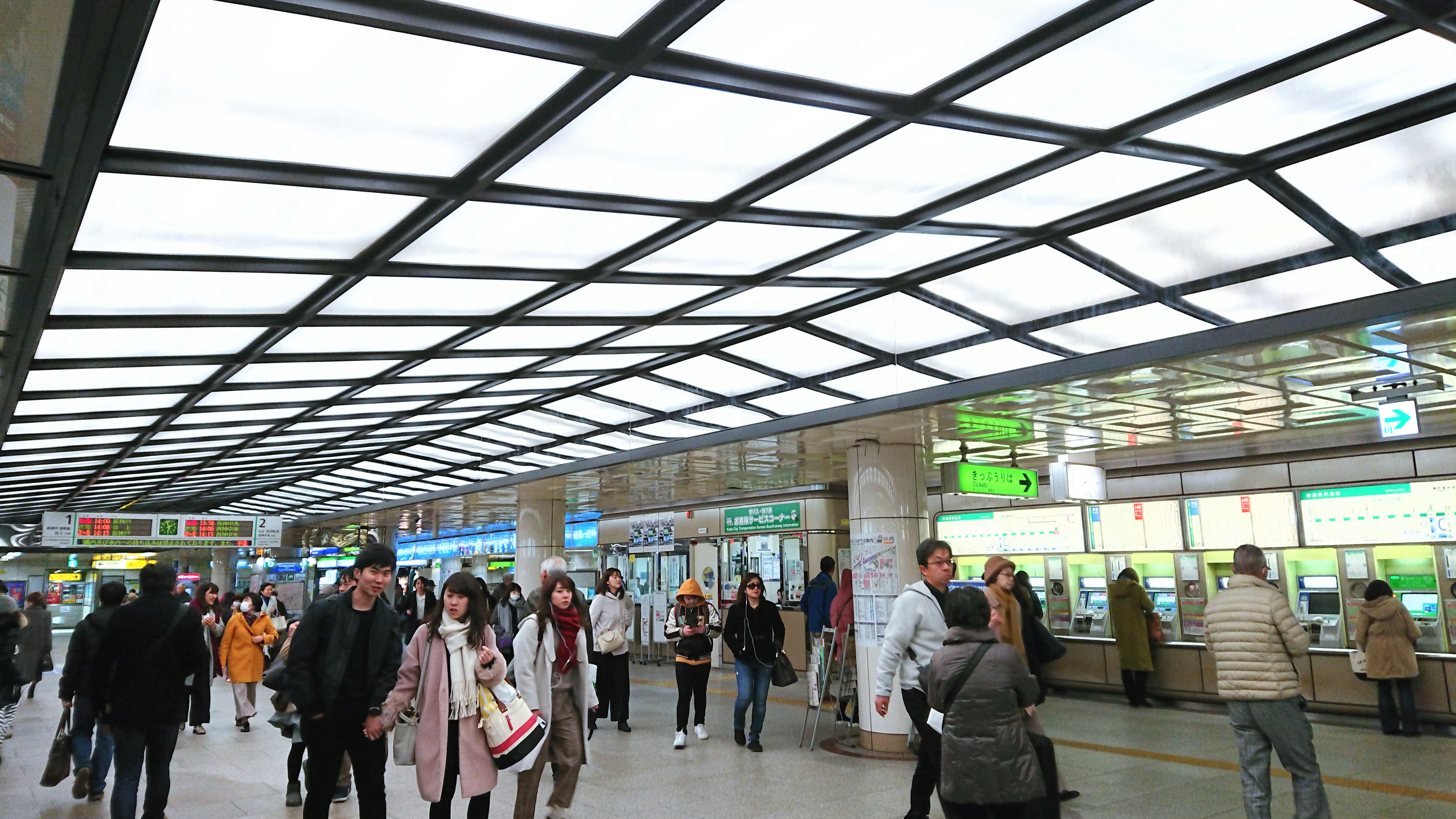
三宮駅
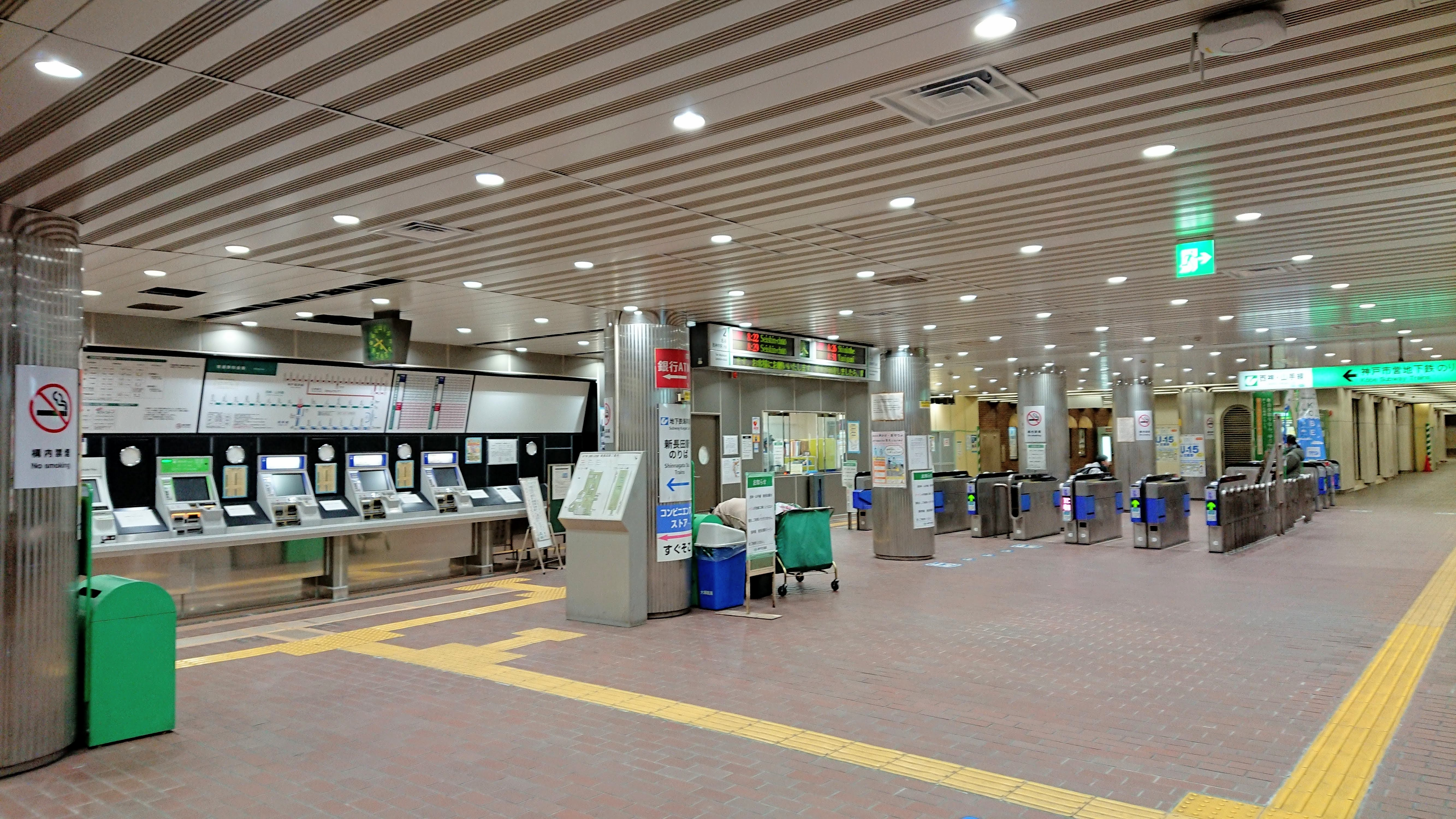
新長田駅
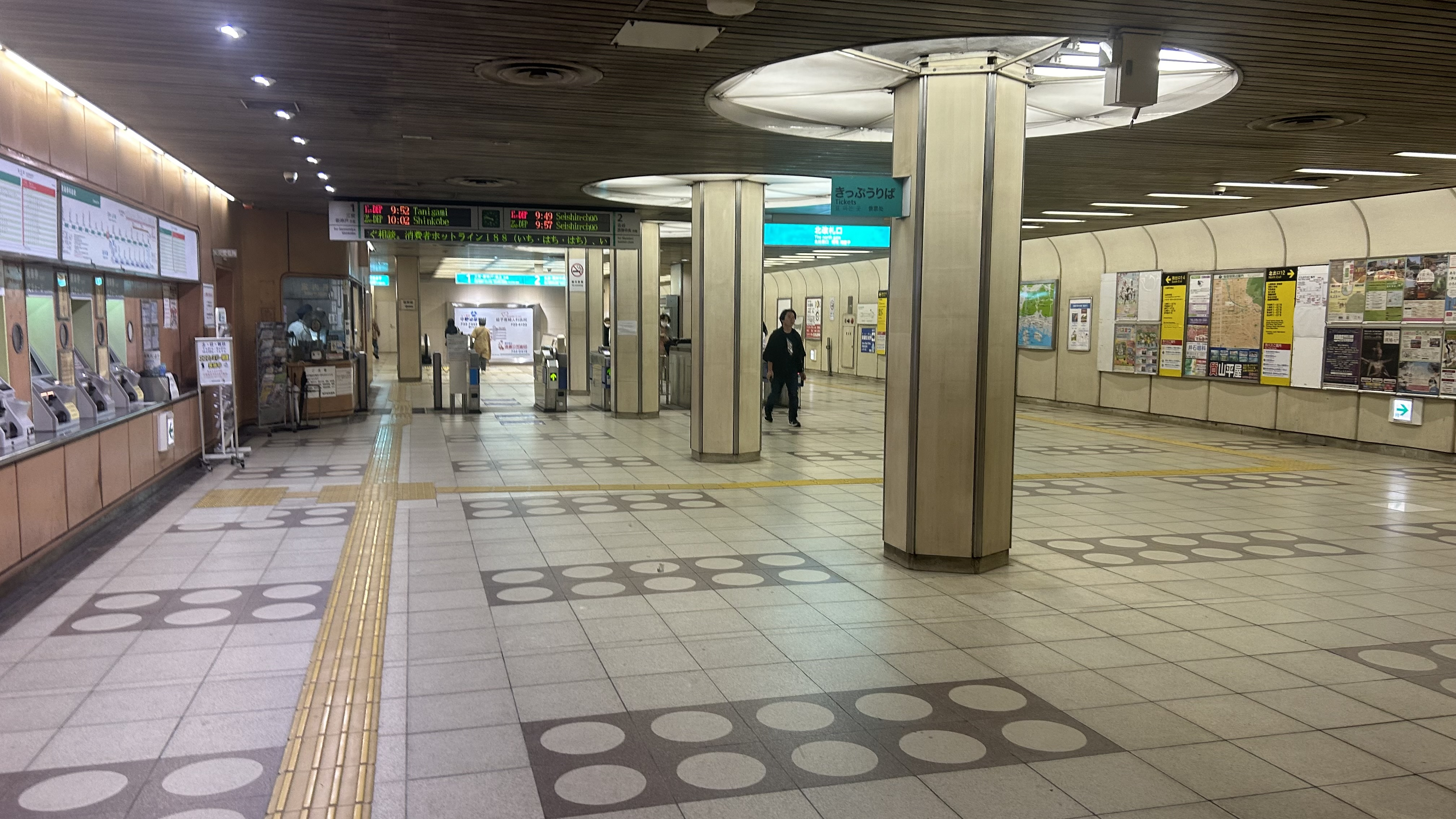
板宿駅
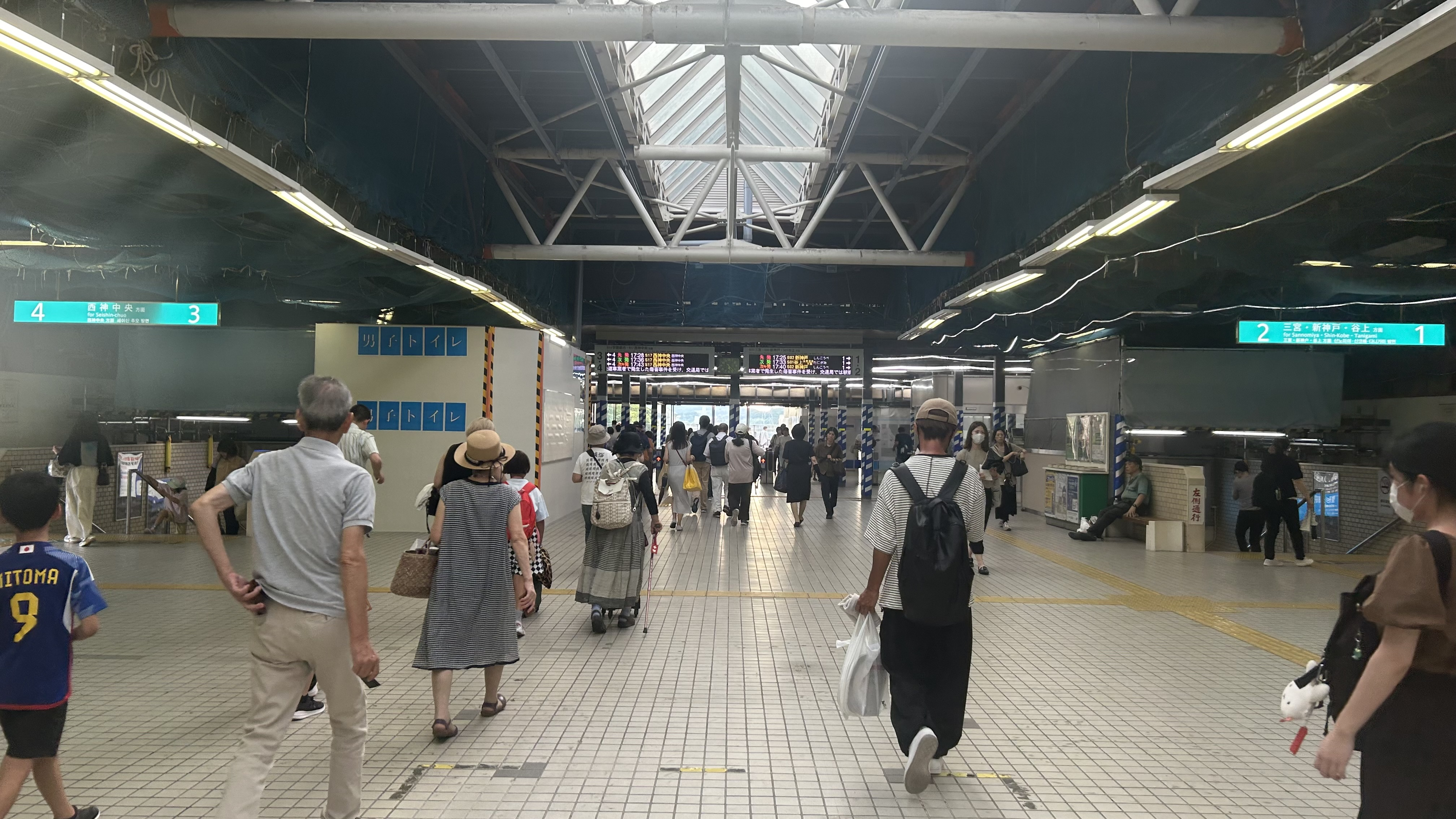
名谷駅
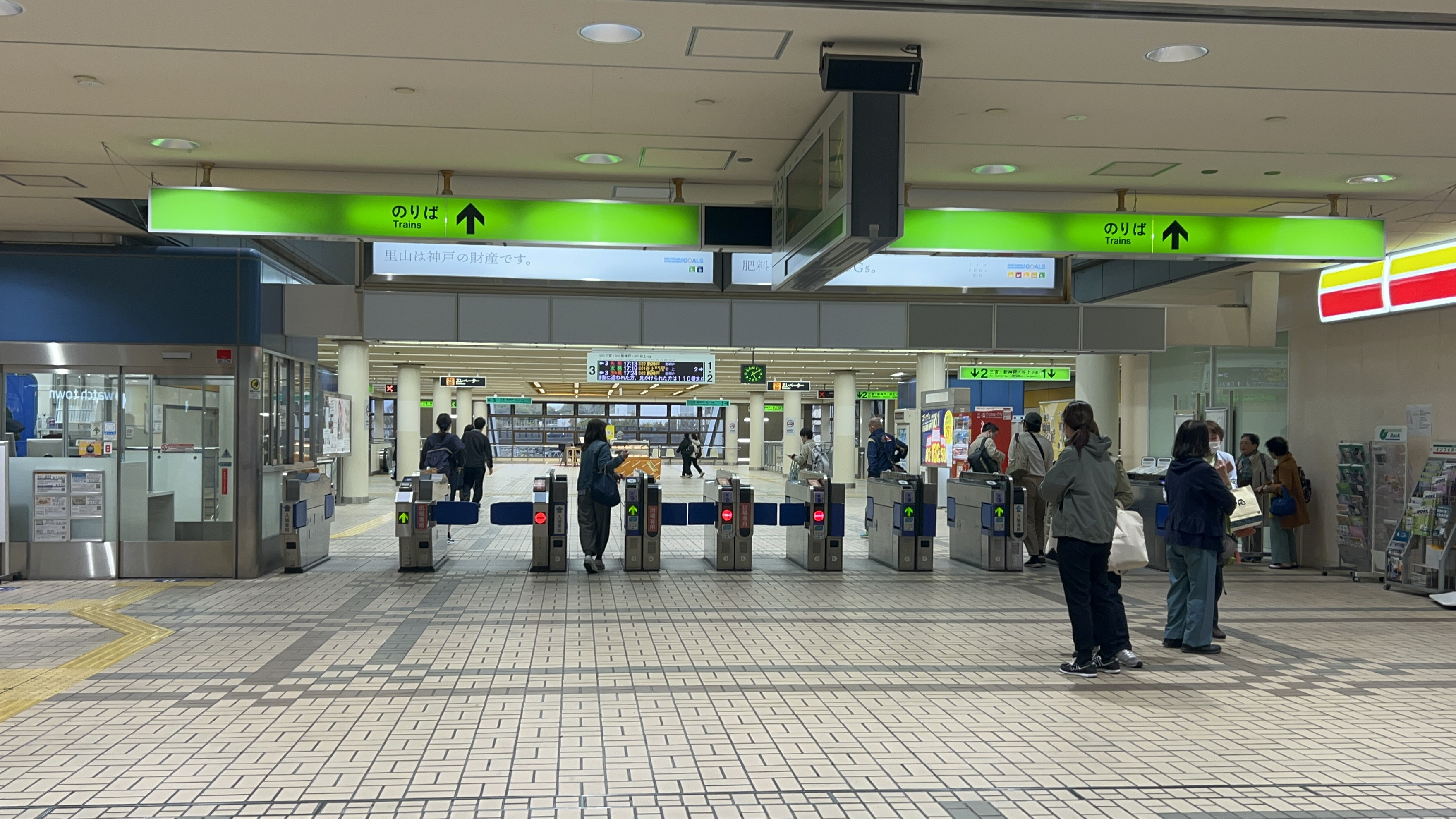
西神中央駅

## 駅一覧
- 駅番号順に記述。正式な起点は山手線が新長田駅、西神線・西神延伸線が名谷駅。
- 全駅兵庫県神戸市内に所在。
- 新神戸・三宮・大倉山・新長田・名谷・学園都市・西神中央を除く駅は、近畿日本鉄道に駅業務を委託している。
- 駅名欄のカッコ内は副駅名。なお、駅名板下広告については2019年3月31日に契約期間が終了しており[41]、以後の更新については発表されていない。
- 接続路線欄のカッコ内は路線愛称や接続駅の駅番号。接続駅名が異なる場合は⇒印で駅名を記す。
- 各駅にイメージテーマが制定されている。

| 正式路線名 | 駅番号         | 駅名                    | 駅間 営業 キロ | 累計 営業 キロ       | 駅イメージテーマ            | 接続路線 | 所在地 |
| ---------- | -------------- | ----------------------- | -------------- | -------------------- | --------------------------- | --- | ------ |
| 山手線     | S02            | 新神戸駅                | -              | 0.0                  | 滝                          | 神戸市営地下鉄：北神線（西神・山手線と相互直通運転） 西日本旅客鉄道： 山陽新幹線 神戸リゾートサービス：神戸布引ロープウェイ⇒ハーブ園山麓駅 | 中央区 |
| 山手線     | S03            | 三宮駅                  | 1.3            | 1.3                  | 国際性と未来志向            | 神戸市営地下鉄： 海岸線⇒三宮・花時計前駅（K01） 阪神電気鉄道： 本線⇒神戸三宮駅（HS 32） 阪急電鉄： 神戸本線・ 神戸高速線⇒神戸三宮駅（K-16） 神戸新交通： P ポートアイランド線⇒三宮駅 (P01) 西日本旅客鉄道： 東海道本線（JR神戸線）⇒三ノ宮駅（JR-A61） | 中央区 |
| 山手線     | S04            | 県庁前駅                | 0.9            | 2.2                  | 異人館                      | | 中央区 |
| 山手線     | S05            | 大倉山駅                | 1.1            | 3.3                  | 光と彫刻                    | | 中央区 |
| 山手線     | S06            | 湊川公園駅              | 1.0            | 4.3                  | 川と橋                      | 神戸電鉄： 有馬線・ 神戸高速線⇒湊川駅（KB02） | 兵庫区 |
| 山手線     | S07            | 上沢駅                  | 1.0            | 5.3                  | 桜                          | | 兵庫区 |
| 山手線     | S08            | 長田駅 （長田神社前）   | 0.8            | 6.1                  | 石畳と鳥居                  | 阪神電気鉄道： 神戸高速線⇒高速長田駅（HS 38） | 長田区 |
| 山手線     | S09            | 新長田駅 （鉄人28号前） | 1.5            | 7.6                  | 鳩                          | 神戸市営地下鉄： 海岸線 (K10) 西日本旅客鉄道： 山陽本線（JR神戸線） (JR-A65) | 長田区 |
| 西神線     | S09            | 新長田駅 （鉄人28号前） | 1.5            | 7.6                  | 鳩                          | 神戸市営地下鉄： 海岸線 (K10) 西日本旅客鉄道： 山陽本線（JR神戸線） (JR-A65) | 長田区 |
| S10        | 板宿駅         | 1.2                     | 8.8            | 板                   | 山陽電気鉄道： 本線 (SY 02) | 須磨区 |        |
| S11        | 妙法寺駅       | 2.9                     | 11.7           | 秋                   |                             | 須磨区 |        |
| S12        | 名谷駅         | 1.6                     | 13.3           | 春                   |                             | 須磨区 |        |
| S12        | 名谷駅         | 1.6                     | 13.3           | 春                   | 西神延伸線                  | 須磨区 |        |
| S13        | 総合運動公園駅 | 1.8                     | 15.1           | 躍動感               |                             | 須磨区 |        |
| S14        | 学園都市駅     | 1.7                     | 16.8           | 学生と市民のふれあい |                             | 西区 |        |
| S15        | 伊川谷駅       | 1.6                     | 18.4           | 歴史へのいざない     |                             | 西区 |        |
| S16        | 西神南駅       | 1.7                     | 20.1           | 虹                   |                             | 西区 |        |
| S17        | 西神中央駅     | 2.6                     | 22.7           | 太陽と緑             |                             | 西区 |        |